# Hamburg-Volksdorf
Hamburg-Volksdorf (Nederduits: Volksdörp) is een wijk in het stadsdistrict Hamburg-Wandsbek van de stad Hamburg. Volksdorf ligt in het noordoosten van de stad en telt 20.685 inwoners.
In het noorden en oosten paalt het aan de Duitse deelstaat Sleeswijk-Holstein

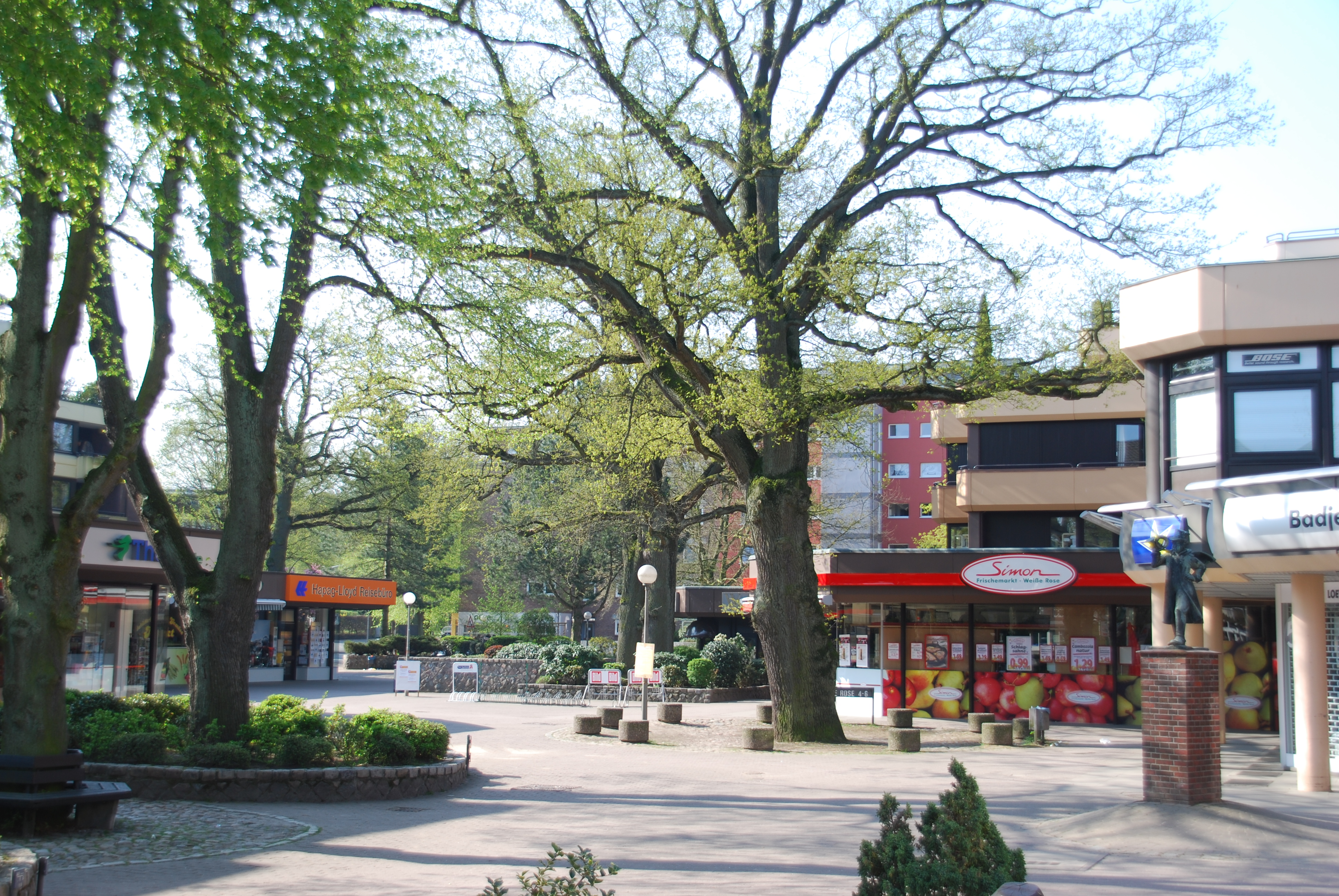
„Weiße Rose“, het centrum van Volksdorf

Volksdorf behoort tot de rijkere buurten van Hamburg en bestaat grotendeels uit woongebieden.
Er is sinds 1993 een natuurreservaat in de vallei van de Saselbek : de Volksdorfer Teichwiesen.
Bezienswaardig is het Museumdorp Volksdorf met enkele boerderijen en ambachtelijke werkplaatsen. Meerdere malen per jaar zijn er demonstratiedagen.
Er zijn vier stations van de metrolijn U1 :
Meiendorfer Weg, Volksdorf, Buckhorn en Buchenkamp.

## Referentie
Bergstedt · Bramfeld · Duvenstedt · Eilbek · Farmsen-Berne · Hummelsbüttel · Jenfeld · Lemsahl-Mellingstedt · Marienthal · Poppenbüttel · Rahlstedt · Sasel · Steilshoop · Tonndorf · Volksdorf · Wandsbek · Wellingsbüttel · Wohldorf-Ohlstedt